# 防波堤

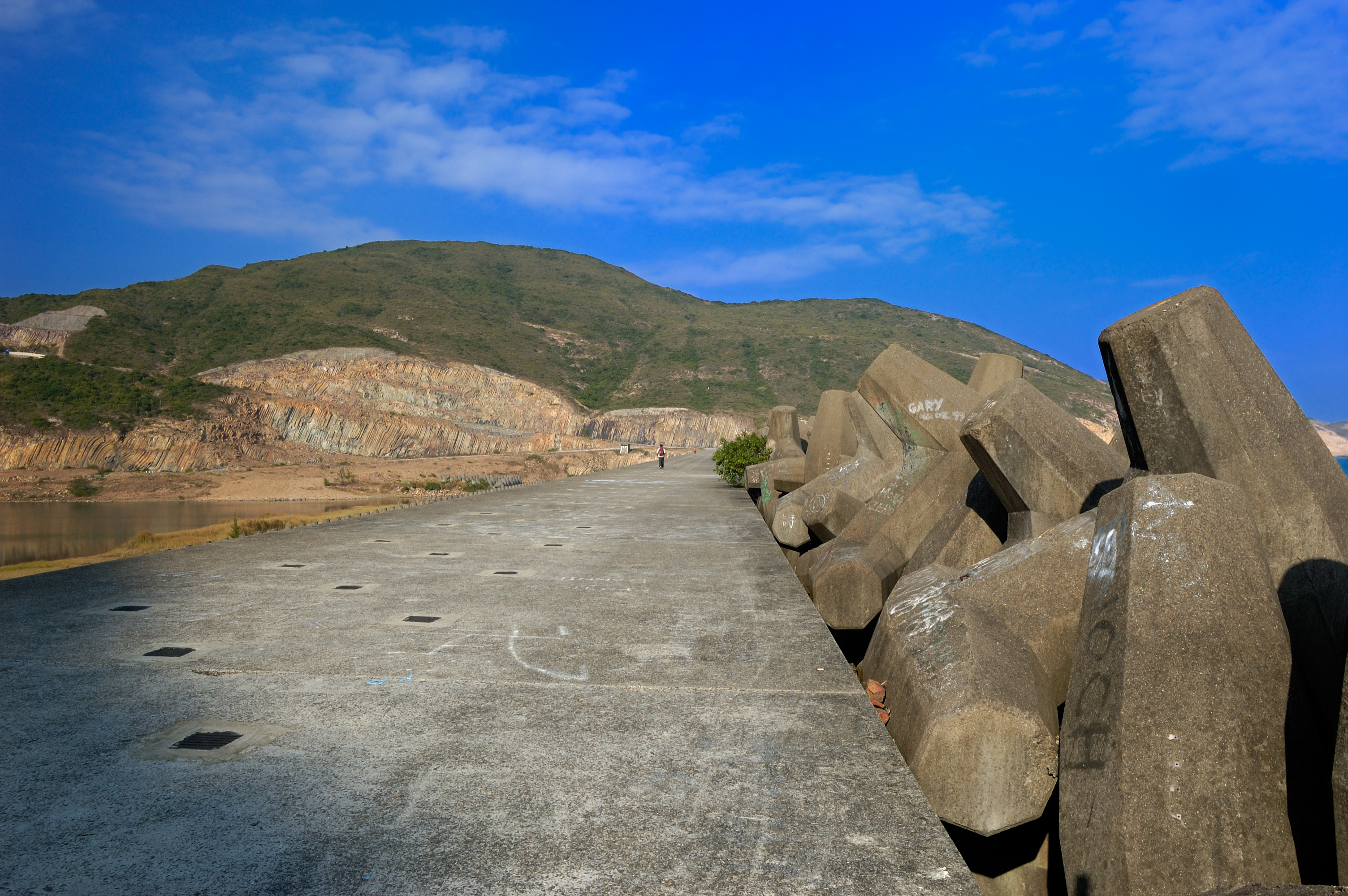
在香港万宜水库东坝的锚形弱波石。弱波石有助保護防波堤免受海浪衝擊而崩潰，而錨形的弱波石亦較一般的「扭工字形」的弱波石穩定。

防波堤（英语：Breakwater）是一种人工結構物，目的為降低水體的波浪強度，防止災害。来抵御海岸或建築的地基被潮水冲蚀的堤坝建築形式，通常采用透水性较强的网格形式建造。它们一般是垂直于海岸或者河岸的堤坝状的建筑。

## 海岸

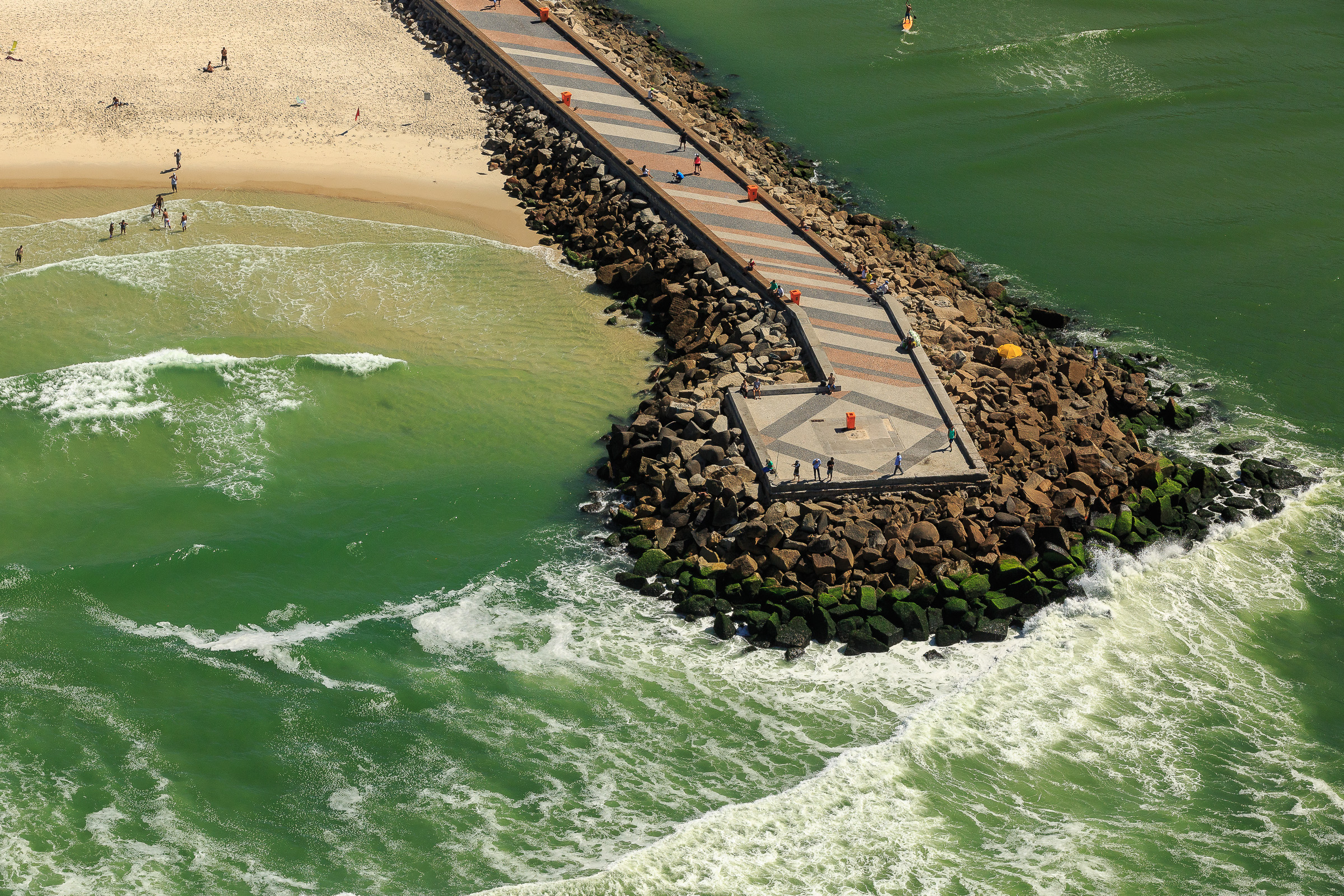
從空中看見的Quebra Mar景觀，位於里約熱內盧市巴魯阿蒂茹卡區。

海岸的防波堤可以是木头或者水泥的柱子或者钢板桩或者桩子之间的石墙组成。防波堤的目的在于在浪冲到海岸之前把它们散开，来防止浪把沙滩上的沙子冲走。它们也被用来填海。
19世纪建造的最早的防波堤是木制的，后来人们开始用水泥，也有使用瀝青和水泥、石头制造的堤坝状的防波堤。但是在一些地区由于背风腐蚀防波堤的效果很小。由于在这种情况下防波堤无法阻止沙滩的损失，加上它们本身对水流影响造成生态影响，因此今天许多防波堤被填沙取代，这样可以直接补充被冲走的地，而对环境的影响则比较小。

## 河岸

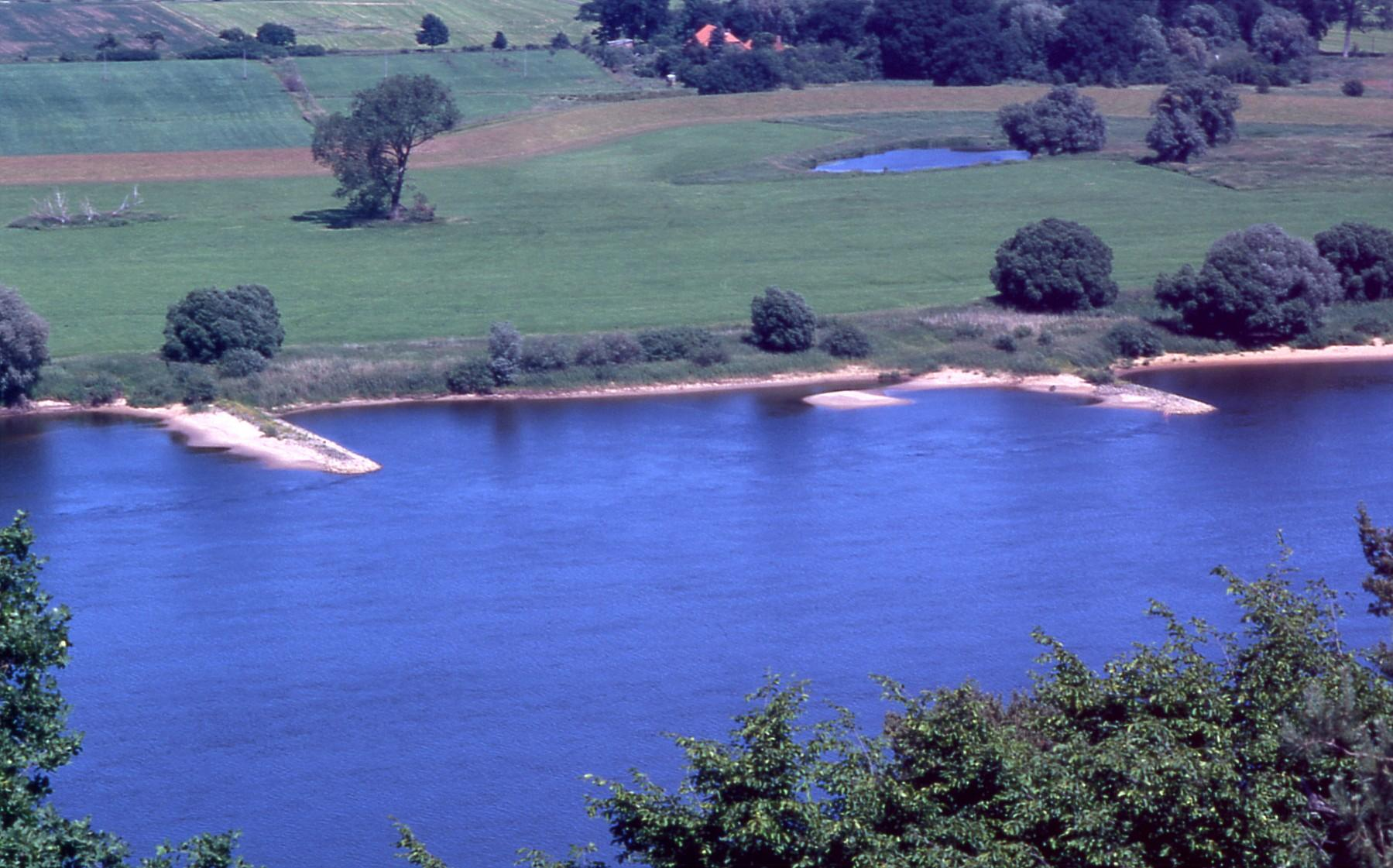
易北河畔的防波堤

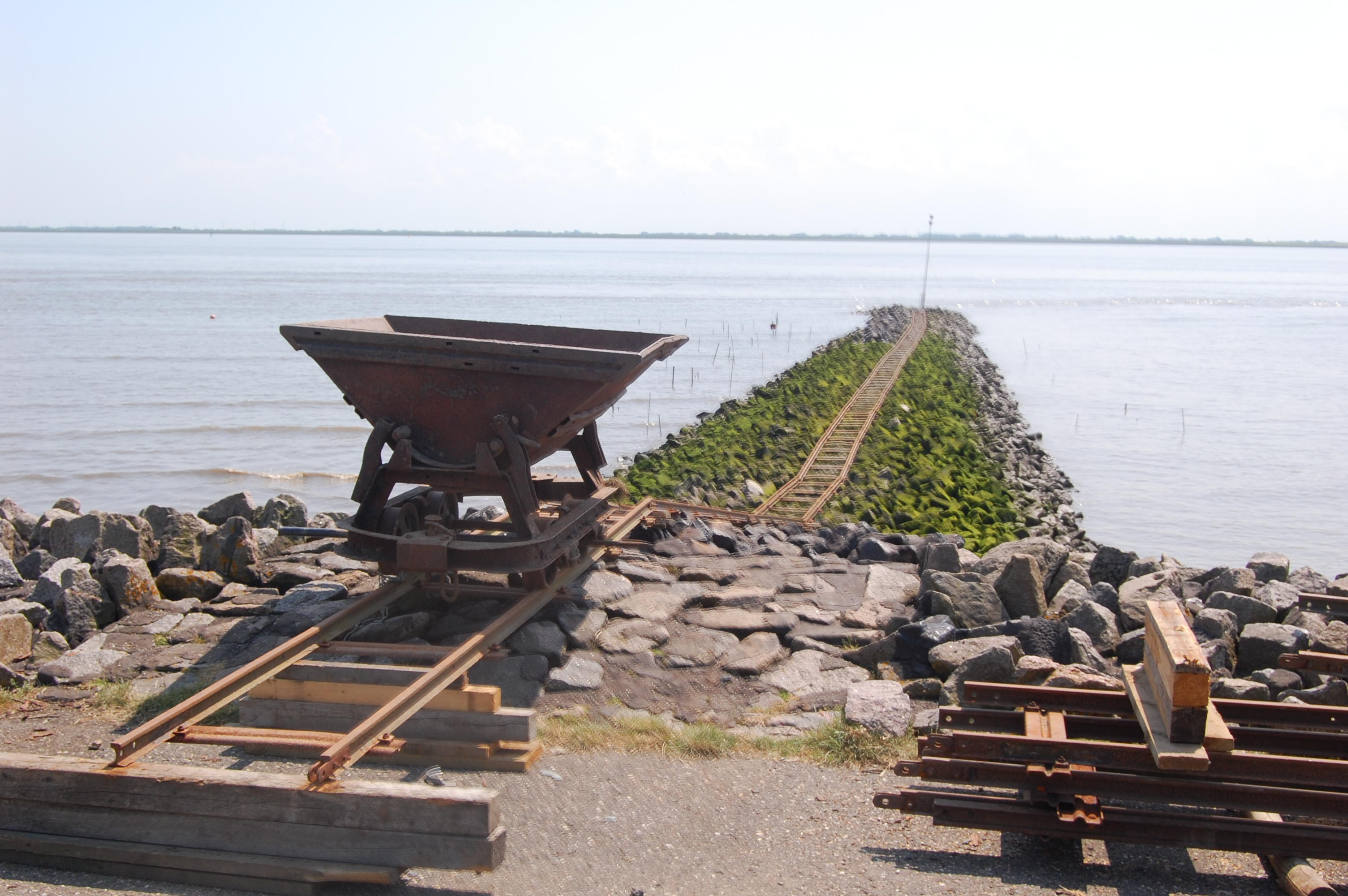
修理防波堤，易北河，2009年

在河流上防波堤被用来控制水流或者保护堤岸。控制水流的目的在于防止河床淤泥，保持河床的深度，保证行船安全。通过防波堤河里水流的面积被缩小，水流速度提高，因此淤泥的危险降低。在防波堤之间则形成水流很低，甚至逆流的区域。水流速度最高的地方位于防波堤的尖端。
防波堤也被用来使得河流重新自然化，它被用来促使曲流或者腐蚀。在这种情况下往往使用各种生态物质作为防波堤，比如甚至朽木也可以作为防波堤使用。
河流里的防波堤与河岸逆流呈80度角。这样在发大水的时候河水被阻挡在河床中央，防止河水对河岸的腐蚀。河流里的防波堤一般是堆起的坝，上面用石头或者碎石加固，它们必须不断地被修复。在河流里只有在落差比较小的情况下防波堤才有用。落差大的情况下需要使用水坝。

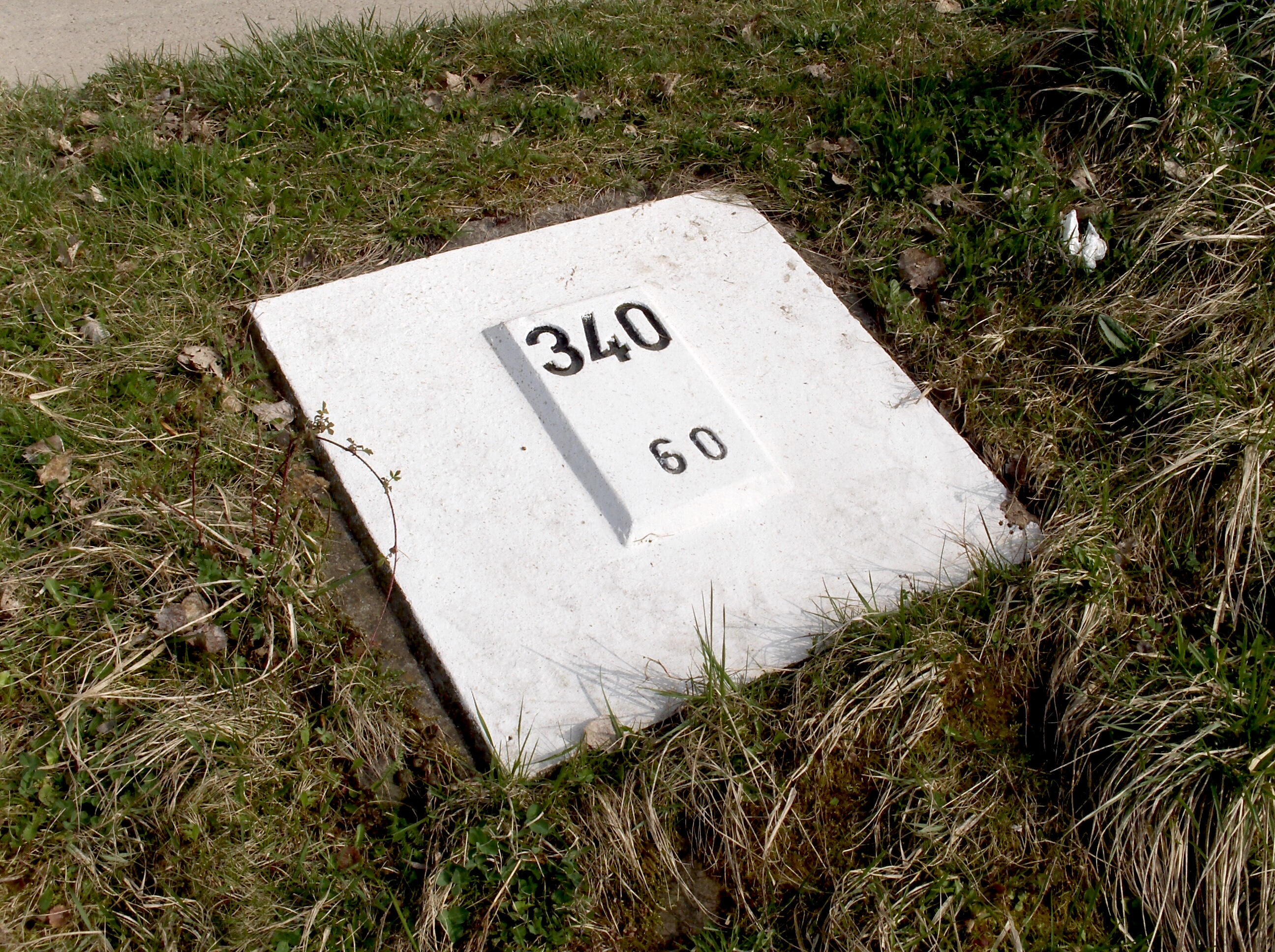
莱茵河畔的防波堤标志

## 外部連結
- 〈=en Groynes in the Netherlands[永久]
- River Engineering and Morphology
- Channel Coastal Observatory - Groynes